# 濱島正士
濵島 正士（浜島 正士、はましま まさじ、1936年12月6日 - ）は、日本の建築史学者。国立歴史民俗博物館名誉教授。
大阪府生まれ。1959年神戸大学工学部建築学科卒業。1983年「日本仏塔の形式,構造と比例に関する研究」で東京大学工学博士。京都府教育庁技師、文化庁文化財調査官として文化財建造物の修理・調査に従事。国立歴史民俗博物館助教授、教授。2000年、定年退官、同博物館名誉教授、別府大学教授。2007年退職。文化財建造物保存技術協会理事長・会長、顧問。専門は、日本建築（社寺建築）史。京都府で海住山寺五重塔の解体修理工事に従事したことで、仏塔に関心をもつ。

## 著書
- 『日本の塔』藤本四八写真 平凡社カラー新書 1980
- 『寺社建築の鑑賞基礎知識』至文堂 1992
- 『設計図が語る古建築の世界 もうひとつの「建築史」』彰国社 1992
- 『日本仏塔集成』中央公論美術出版 2001
- 『日本建築の独自性 古代・中世の社寺建築』敬文舎 日本文化私の最新講義 2015

### 共著
- 『大和の古寺 7 浄瑠璃寺・岩船寺・海住山寺』小川光三,渡辺義雄,矢沢邑一,永野太造撮影 岩波書店 1981
- 『図説日本の仏教 第3巻 浄土教』責任編集 新潮社 1989
- 『日本名建築写真選集 第7巻 西明寺・金剛輪寺』井上隆雄撮影 解説 白洲正子エッセイ 新潮社 1992

### 監修
- 『継手・仕口 日本建築の隠された知恵』監修 LIXIL出版 1984
- 『寺院建築』監修 山川出版社 文化財探訪クラブ 2000
- 『神社建築』監修 山川出版社 文化財探訪クラブ 2001
- 『五重塔のはなし』坂本功共監修 建築資料研究社 2010

## 論文
- 浜島正士

## 栄典
- 2014年4月 - 瑞宝小綬章受章[4]